# Erdmagnetfeld

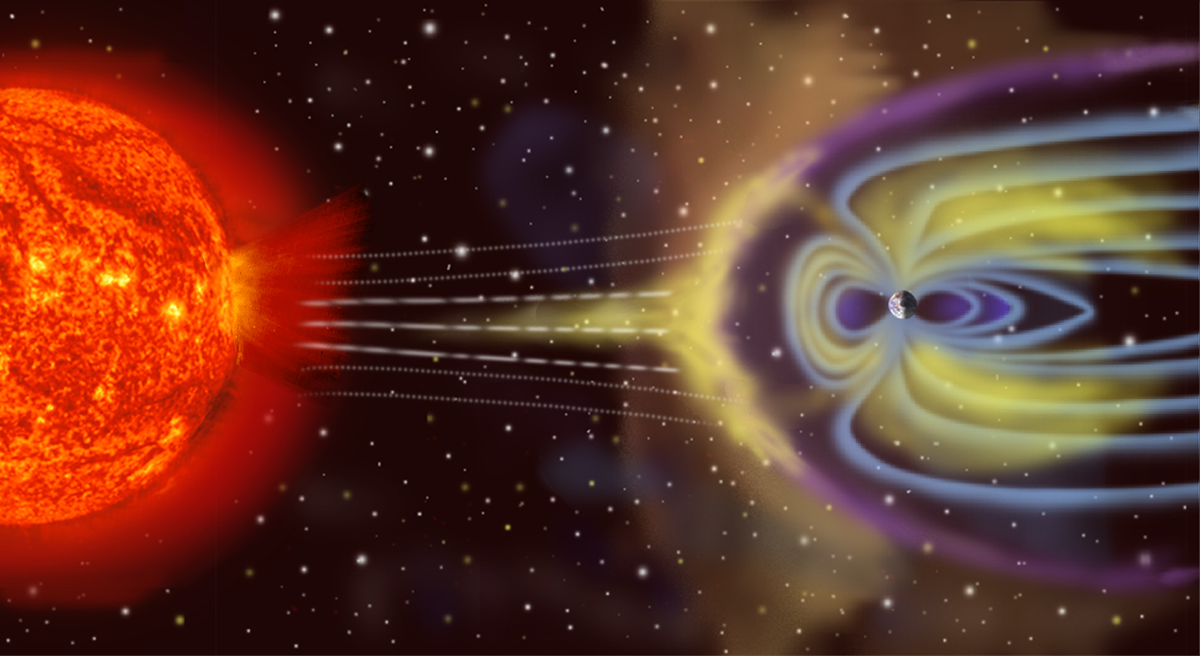
Das Erdmagnetfeld und die Sonne:
Die Magnetosphäre des Planeten schirmt die Erdoberfläche von den geladenen Partikeln des Sonnenwinds ab (nicht maßstabsgetreue, illustrierende Darstellung).

Das Erdmagnetfeld durchdringt und umgibt die Erde. Es besteht aus drei Komponenten. Der Hauptanteil des Magnetfelds (etwa 95 Prozent) wird vom Geodynamo im flüssigen äußeren Erdkern hervorgerufen. Dieser Feldanteil unterliegt langsamen zeitlichen Veränderungen. Über große Zeiträume (zehntausende Jahre) hat er an der Erdoberfläche annähernd die Feldform eines magnetischen Dipols, leicht schräg zur Erdachse, entwickelt. Dazwischen erfolgen geomagnetische Exkursionen auf einer Zeitskala von Jahrhunderten, die zu „Polsprüngen“ führen können.
Ein zweiter Anteil des Erdmagnetfeldes entsteht durch elektrische Ströme in der Ionosphäre und der Magnetosphäre. Er trägt an der Erdoberfläche etwa 1 bis 3 Prozent zum Gesamtfeld bei. Die Ursachen sind einerseits Winde in der Ionosphäre (sq-Effekt), die einen Tages- und Jahresgang zeigen, andererseits Wirkungen des magnetisierten Plasmas des Sonnenwindes, der jenseits der Magnetosphäre herrscht; er staucht sie auf der Tagseite und zieht sie auf der Nachtseite zu einem langen Schlauch. Die so erzeugten magnetischen Stürme führen zu schnellen Schwankungen, die Polarlichter, können aber auch Störungen des Funkverkehrs bewirken.
Der dritte Anteil variiert räumlich stark, denn er zeigt höhere Multipol-Komponenten (siehe Geomagnetik). Zeitlich verändert er sich nur in geologischen Zeiträumen. Er besteht in dem Feld der remanenten Magnetisierung in Teilen der oberen Erdkruste zum Beispiel Erzlagerstätten. Diese „Störfelder“ können lokal mehrere Prozent des Gesamtfeldes ausmachen.
Die Magnetisierung ferromagnetischer Einschlüsse in den ältesten irdischen Mineralen, den Zirkonen, zeigt, dass das Erdmagnetfeld bereits vor über vier Milliarden Jahren bestand. In einigen geologischen Formationen lassen sich aus der örtlichen Magnetisierung zahlreiche Polsprünge ablesen (Magnetostratigraphie).
Die Stärke und Richtung des Erdmagnetfeldes variieren mit dem Ort der Messung. Die zur Erdoberfläche horizontale Komponente beträgt in Deutschland etwa 20 Mikrotesla, die vertikale etwa 44 Mikrotesla. Ausgenutzt wird das Erdmagnetfeld zum Beispiel in der geophysikalischen Prospektion und in der Navigation.

## Forschungsgeschichte

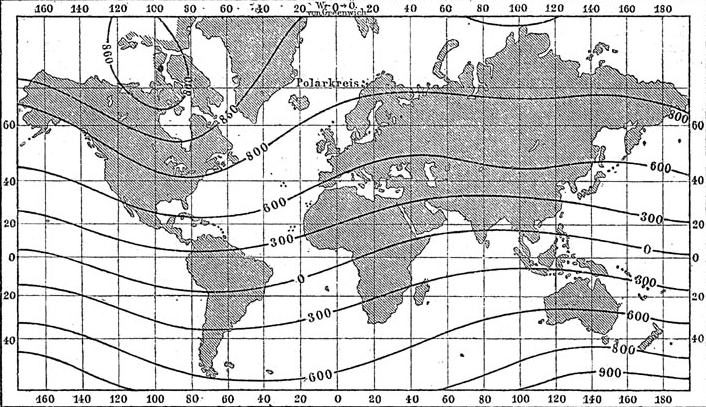
Inklinationskarte für 1860

Chinesen und Mongolen erkannten die Nordweisung magnetisierter Körper schon vor mehr als tausend Jahren. Erste qualitative Messungen von Komponenten des Erdmagnetfelds, so der Deklination und Inklination, sind seit der Erfindung des trockenen Kompass ab dem 12. Jahrhundert möglich und bekannt.
Im Jahre 1600 veröffentlichte der englische Arzt und Naturphilosoph William Gilbert sein Werk De Magnete, in dem er erstmals erkannte, dass die Erde die Ursache für die Ausrichtung der Kompassnadel ist. Messungen durch Henry Gellibrand in London ergaben zudem, dass das Magnetfeld nicht statisch ist, sondern sich langsam ändert.
Alexander von Humboldt führte systematische Messungen im preußischen Bergbau und auf seinen Forschungsreisen durch. Carl Friedrich Gauß baute in Göttingen das erste geophysikalische Observatorium auf und konstruierte dafür 1832 ein empfindliches Magnetometer. Er erkannte, dass global verteilte Messungen zeitgleich erfolgen müssten, um die Ursachen der Schwankungen lokalisieren und das statische Feld genauer messen zu können. Der zu diesem Zweck gegründete Magnetische Verein und die britische Royal Society mit Sir John Henry Lefroy lieferten ab 1836 Daten, die er und Wilhelm Weber auswerteten. Er konnte 1839 zeigen, dass der Hauptteil des statischen Erdmagnetfeldes aus dem Erdinneren stammt, kleinere, kurzzeitige Variationen des Erdmagnetfeldes dagegen von außerhalb. Im Jahr 1841 gelang James Clark Ross bei seiner Expedition durch Annäherung die Berechnung des magnetischen Südpols.
Weitere internationale Messkampagnen fanden während der Polarjahre 1882, 1932 und im Internationalen Geophysikalischen Jahr 1957–1958 statt. Dabei wurden die früheren mechanischen Magnetometer (Magnetische Feldwaagen, Torsionsmagnetometer) zunehmend von induktiv oder atomar arbeitenden (Saturationskern-, Fluxgate- (Förster-Sonde-); Protonen- und Cäsium-)Magnetometern abgelöst.
Industriegeschichtlich war in Deutschland die Entwicklung von entsprechenden Präzisionsmessgeräten in Kooperation mit der Forschung eng mit den Askania-Werken in Potsdam verbunden, so bei der weltweit verbreiteten Schmidtschen Feldwaage, die neben der Messung von regionalen Daten des Erdmagnetfelds auch die Abschätzung der Magnetisierung von Gesteinsproben erlaubte.
Die räumliche Verteilung des Erdmagnetfeldes zwischen den geomagnetischen Observatorien lieferte zunächst die Schifffahrt. Zunehmend übernehmen diese Aufgabe spezialisierte Satelliten, Magsat 1980, der dänische Satellit Oersted 1999, die vier Cluster-Satelliten 2000, CHAMP 2000, SWARM 2013. Die räumliche Abdeckung relativ langsamer Schwankungen ist seither gut, während die derzeit über 200 Laboratorien zur koordinierten Überwachung kurzzeitiger Variationen unverzichtbar sind.

## Stärke und Form

Komponenten des Erdmagnetfeldes in Dipol-Näherung, abhängig vom Breitengrad:

Mollweide-Projektion des Erdmagnetfelds und seiner zeitlichen Variation seit 1900 gemäß IGRF in Nanotesla.

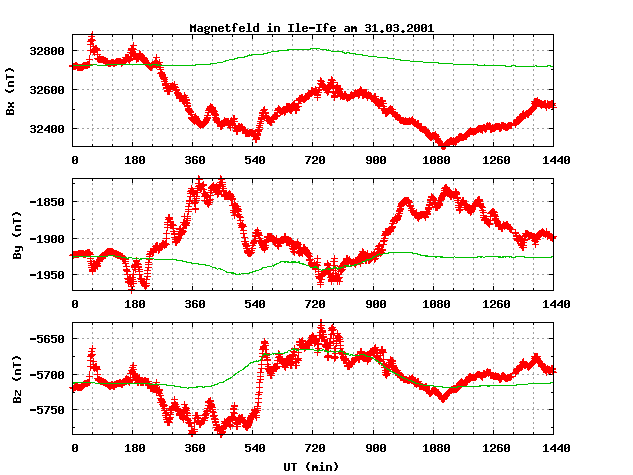
Zeitliche Schwankungen im Erdmagnetfeld durch einen magnetischen Sturm am 31. März 2001, gemessen in Ile-Ife, Nigeria

Am Äquator hat das Magnetfeld eine „Stärke“ (magnetische Flussdichte) von ca. 30 µT (Mikrotesla). An den Polen ist der Betrag etwa doppelt so groß. In Mitteleuropa sind es etwa 48 µT, nämlich etwa 20 µT in der horizontalen und 44 µT in der vertikalen Richtung.
Der Kompass weist auf weiten Teilen der Erdoberfläche grob in geographische Nord-Richtung. Abweichungen von der Ausrichtung zum geografischen Nordpol bezeichnet man als Missweisung, Ortsmissweisung oder Deklination. Sie sind besonders groß und variabel in hohen nördlichen und südlichen Breiten, denn dort liegen, abseits der geographischen Pole, die geomagnetischen Pole, an denen die horizontale Feldkomponente verschwindet. Der Pol im Norden heißt geomagnetischer Nordpol, obwohl es aus physikalischer Sicht ein magnetischer Südpol ist.
Schon in mittleren Breiten ist die Vertikalkomponente (im Bild magenta) stärker als die Horizontalkomponente (gelb), das heißt, die Inklination ist größer als 45°, in Deutschland etwa 60°. In Inklinationskarten ist der Winkel der Feldlinien zur Erdoberfläche abhängig vom Ort aufgetragen. Wie der magnetische Pol wandert dieses Muster ständig. Wenn man alle Orte mit der Inklination Null – die Feldlinien verlaufen parallel zur Erdoberfläche – verbindet, erhält man den  magnetischen Äquator.
Bei geeigneter Wahl des Koordinatenursprungs und seiner Ausrichtung lässt sich das Erdmagnetfeld an der Oberfläche zurzeit zu 90 Prozent durch ein Dipolfeld beschreiben.
Die geomagnetischen Pole der Erde fallen dabei nicht genau mit den geographischen Polen der Erde zusammen. 2015 war die Achse des geomagnetischen Dipolfeldes um etwa 9,6° gegenüber der Erdachse geneigt.
In erster Näherung entspricht das Dipolfeld dem eines gekippten Stabmagneten, der um ca. 450 km aus dem Erdmittelpunkt in Richtung 140° östlicher Länge verschoben ist (siehe auch Südatlantische Anomalie). Das Dipolmoment {\displaystyle M} beträgt:
{\displaystyle M=7{,}746\cdot 10^{24}\,\mathrm {nT\,m^{3}} } (Stand IGRF-11, 2010)
Die jährliche Veränderung zurzeit: {\displaystyle -0{,}006\cdot 10^{24}\,\mathrm {nT\,m^{3}\,a^{-1}} }
In SI-Einheiten wird das magnetische Dipolmoment {\displaystyle m} in Am² angegeben und mithilfe der magnetischen Feldkonstante {\displaystyle \mu _{0}} umgerechnet:
{\displaystyle m={\frac {4\pi }{\mu _{0}}}\cdot M=7{,}746\cdot 10^{22}\,\mathrm {Am} ^{2}}
Zur näherungsweisen Berechnung des Betrags der Feldstärke des Dipolfelds in Abhängigkeit vom Abstand {\displaystyle r} dient die Dipolformel mit der magnetischen Breite {\displaystyle \lambda }:
{\displaystyle \left|\mathbf {B} \right|(r,\lambda )=B(r,\lambda )={\frac {\mu _{0}}{4\pi }}{\frac {m}{r^{3}}}{\sqrt {1+3\cdot \sin ^{2}(\lambda )}}}
Im Erdmantel nimmt die magnetische Flussdichte mit wachsender Tiefe stark zu. Dabei verändert sich jedoch auch die Feldform, da nicht-dipolförmige Anteile überproportional anwachsen. Bessere Näherungen als das Dipolmodell liefert daher ein Multipolfeld, das aktuelle International Geomagnetic Reference Field (IGRF). Dazu wird das Erdfeld auf ein Potentialfeld zurückgeführt, das nach Kugelflächenfunktionen entwickelt wird. Die aktuellen Entwicklungskoeffizienten (Gauss-Koeffizienten gml und hml) sind im IGRF zu finden.
Die Energie, die im erdmagnetischen Hauptfeld außerhalb des Erdkörpers gespeichert ist, liegt in der Größenordnung 1018 Joule, die Feldenergie innerhalb des Erdkörpers ist vermutlich um zwei Größenordnungen größer. Genau lässt sich das nicht sagen, denn am Ort der Erzeugung (durch verteilte elektrische Ströme, s. u.) ist einerseits die Energiedichte des Feldes besonders hoch, andererseits das Modell des Stabmagneten grob falsch.

## Stabilität

### Vergangenheit
Paläomagnetische Studien versuchen eine Rekonstruktion des Erdmagnetfeldes in der Vergangenheit aus zurückbleibenden Spuren (Remanenz) einer Magnetisierung in Gesteinen. Untersuchungen der remanenten Magnetisierung der ozeanischen Kruste, die überwiegend jünger als 100 Millionen Jahre ist, geben über die jüngere Geschichte von Magnetfeldern der Erde Aufschluss. Sie zeigen, dass das magnetische Hauptfeld zumeist über eine längere Zeit leidlich stabil bleibt, jedoch in seiner Intensität schwankt und sich immer wieder in geologisch relativ kurzen Zeitspannen umpolt.

#### Polumkehr
Diese Polumkehrungen (Umpolungen oder Polsprünge) traten im Durchschnitt etwa alle 250.000 Jahre auf, zuletzt vor etwa 780.000 Jahren als die sogenannte Brunhes-Matuyama-Umkehr.
Die erste bekannte Polumkehr war vor 3,25 Milliarden Jahren.
Häufiger als Umkehrungen sind tiefe kurze Einbrüche, nach denen sich das Feld in der gleichen Richtung wie zuvor wieder aufbaut. Für den Zeitraum vor 10 bis 78 Jahrtausenden sind zwei solche Exkursionen bekannt, das Laschamp-Ereignis und die Mono-Lake-Exkursion. Die Zeit vom Beginn der Abschwächung bis zum voll wiederaufgebauten Feld dauert wenige tausend Jahre, deutlich kürzer ist die Phase der Umkehr, in denen der Dipolcharakter des Feldes verloren geht und mehrere schwache Pole auftreten können, auch in niedrigen geographischen Breiten. Untersuchungen von Seesedimenten in den italienischen Appenninen deuten darauf hin, dass die Brunhes-Matuyama-Umkehr in weniger als hundert Jahren ablief.

### Gegenwart

Beschleunigte Wanderung des arktischen Magnetpols

Die magnetischen Pole sind nicht ortsfest. Der arktische Magnetpol in Kanada wandert derzeit etwa 90 Meter pro Tag in Richtung Nord-Nordwest, entsprechend 30 Kilometer pro Jahr. Sowohl die Richtung als auch die Geschwindigkeit ändern sich fortlaufend. Zudem hat sich seit den Messungen von Gauß die Stärke des Erdmagnetfeldes um fast zehn Prozent verringert, in den letzten hundert Jahren allein um etwa sechs Prozent, ähnlich schnell wie beim Laschamp-Ereignis. Diese schnelle Änderung ist noch nicht zu erklären, da selbst dann, wenn der sogenannte Geodynamo sofort ausfiele, das Erdmagnetfeld sich viel langsamer in einem Zeitraum von 10.000 Jahren abbauen würde. Man vermutet deshalb, dass sich im Kern das Feld regional bereits umpolt und ein Gegenfeld aufgebaut wird, welches das globale Feld weit schneller abbaut, als das durch ein passives Abklingen möglich wäre.

### Zukunft
Eine Kurvenanpassung an die Ausdehnung der südatlantischen Anomalie über die letzten 400 Jahre ergibt eine Ausdehnung der Anomalie über die halbe Erde schon im Jahr 2034 ± 3. Die Messungen der Swarm-Satelliten über die ersten sechs Monate dieser ESA-Mission (bis Mai 2014) bestätigen die beschleunigte Abnahme des Erdmagnetfeldes im Südatlantik, zeigen aber auch eine Stärkung im südlichen Indischen Ozean.
In ferner Zukunft, frühestens in 500 Millionen Jahren, könnte eine Abkühlung des Erdinneren dazu führen, dass das Erdmagnetfeld weitgehend reduziert ist und seine Funktionen nicht weiter erfüllt, wie den Schutz der Atmosphäre vor Solarwinden.

## Entstehung und Aufrechterhaltung (Geodynamo)

Vereinfachte Illustration des Geodynamo-Mechanismus: Durch den Wärmefluss aus dem inneren Kern wird das flüssige Metall im äußeren Erdkern in Bewegung gesetzt (Konvektion) und durch die Corioliskraft zu schraubenförmiger Rotation gebracht. Die Wechselwirkung des sich bewegenden leitfähigen Materials mit dem Erdmagnetfeld erzeugt elektrische Ströme (Induktion), die wiederum eigene Magnetfelder erzeugen, die das Erdmagnetfeld aufrechterhalten. Somit ist der Prozess selbsterhaltend, sofern ausreichend Energie für die Konvektion zur Verfügung steht.

Über die Entstehung des Hauptmagnetfeldes gibt es verschiedene Theorien, wovon die sogenannte Dynamotheorie heute allgemein als zutreffend anerkannt ist. Der durch sie beschriebene Mechanismus eines magnetohydrodynamischen Dynamos wird auch als Geodynamo (oder genauer: als Geodynamo-Modell) der Magnetohydrodynamik bezeichnet.
Anmerkung zur Begriffsbildung:
Die Bezeichnung Dynamotheorie lehnt sich an den Begriff Dynamoelektrisches Prinzip an, ein von Werner von Siemens und anderen erfundenes Prinzip einer speziellen Bauweise für einen technischen Gleichstromgenerator. Dabei wird das für die Stromerzeugung erforderliche Magnetfeld – mittels einer entsprechenden Schaltungsanordnung – durch den erzeugten Strom oder einen Teil davon durch positive Rückkopplung selbst erzeugt. In der Tatsache, dass es sowohl beim Dynamoelektrischen Prinzip als auch bei der Entstehung des Erdmagnetfeldes eine positive Rückkopplung gibt, erschöpft sich die wesentliche Parallele zwischen beiden schon. Im Erdinneren gibt es keine Strukturen, die mit denen eines technischen Gleichstromgenerators oder Dynamos vergleichbar wären. Es handelt sich dort um einen magnetohydrodynamischen Dynamo.
Die Dynamotheorie geht von dem als gesichert geltenden Aufbau des Erdinneren aus, insbesondere davon, dass eine große Menge einer elektrisch leitenden Flüssigkeit vorhanden ist. Diese Bedingung erfüllt der flüssige äußere Erdkern, der stark eisenhaltig ist und den inneren festen Kern aus nahezu reinem Eisen umschließt. Der Erdkern ist sehr heiß, einige Schätzungen liegen bei 5000 °C. Er ist also in etwa so heiß wie die Sonnenoberfläche. Eisen oder Nickel sind auch bei den hohen Drücken im Erdkern nicht (ferro-)magnetisierbar, weil die Temperatur weit über deren Curie-Temperaturen liegt. Damit sind diese Materialien dort nicht selbst ferromagnetisch, sondern fungieren nur als elektrische Leiter.
Des Weiteren geht die Dynamotheorie davon aus, dass Bewegungen der Materie im Erdkern stattfinden, in erster Linie die Konvektion. Das sind Strömungen flüssigen Materials, das von weiter innen liegenden heißeren Bereichen des Erdkerns zu weiter außen liegenden, weniger heißen Bereichen aufsteigt und nach Abkühlung wieder in heißere Bereiche absinkt. Diese Konvektionsströme werden infolge der Rotationsbewegung der Erde durch die Corioliskraft abgelenkt und auf Schraubenbahnen gezwungen. Bezüglich der Corioliskraft gibt es Parallelen zur Ablenkung von Luftmassen der Erdatmosphäre, wo sie die Rotation der Hoch- und Tiefdruckgebiete und der Wirbelstürme verursacht.

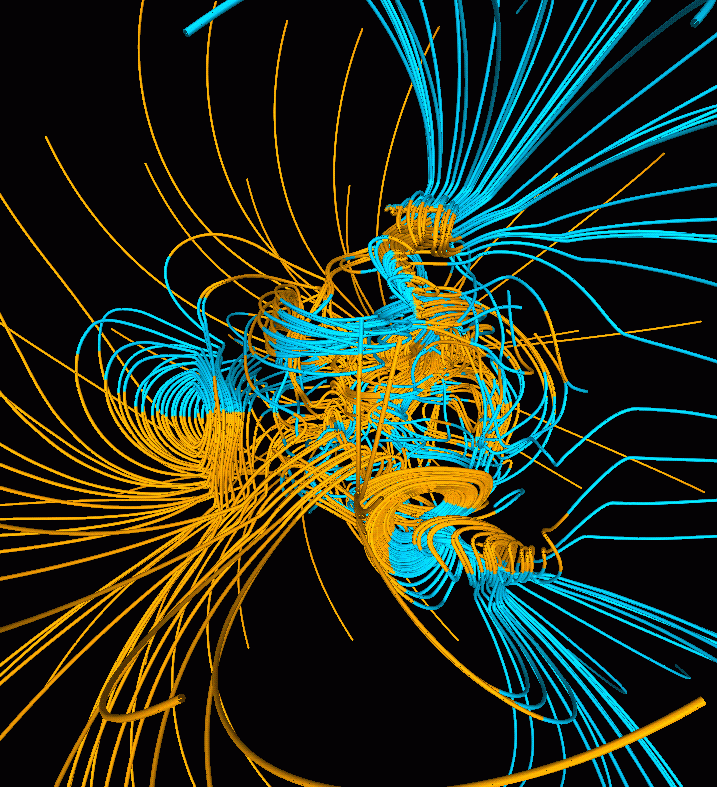
Chaotische Störung des Erdmagnetfeldes: Das Außenfeld lässt sich nicht mehr als Dipolfeld beschreiben.

Die Dynamotheorie beschreibt eine Stromerzeugung durch diese schraubenförmige Bewegung von elektrisch leitfähiger Materie. Diese haben wegen ihrer Bewegung in einem anfangs vorhandenen sehr schwachen Magnetfeld einen Induktionsstrom erzeugt, der sich durch positive Rückkopplung verstärkte, bis durch einen Begrenzungseffekt ein mehr oder weniger stabiler Zustand erreicht wurde. Es handelt sich sozusagen um einen selbsterregten Dynamo.
P. H. Roberts und G. A. Glatzmaier geben für die Bewegungen im flüssigen Kern eine Geschwindigkeit von wenigen Millimetern pro Sekunde an, was etwa 100 km/Jahr entspricht.
Durch die turbulenten Strömungsverhältnisse im äußeren Erdkern sind tatsächliche Modellierungen durch Computersimulationen weit dynamischer als das hier beschriebene Modell. Die komplexeren Modellierungen erlauben es aber, ein gutes Abbild der Wirklichkeit zu erzeugen – einschließlich der im Laufe der Erdgeschichte immer wieder auftretenden Umpolungen des Erdmagnetfeldes, wie sie beispielsweise am Mittelatlantischen Rücken ablesbar sind. Auch Laborexperimente mit flüssigem, strömendem Metall sind im Einklang mit der Dynamotheorie.
Zu dem Temperaturgefälle, das eine hinreichende Konvektion bewirkte, könnte die Ausfällung magnesiumhaltiger Mineralien aus dem flüssigen frühen Erdkern beigetragen haben; das Magnesium könnte bei der angenommenen Kollision der Protoerde vor etwa 4,5 Milliarden Jahren mit einem Himmelskörper von der Größe des Mars in den Kern gelangt sein.
Neben der Konvektion findet im Erdkern auch eine Superrotation des festen inneren Erdkerns gegenüber seiner Umgebung statt. Es werden in der Literatur sehr unterschiedliche Beträge zwischen 0,02° und 2° pro Jahr angegeben. Auch die Richtung – zurzeit rotiert der innere Kern schneller als der Mantel – soll nicht immer gleich gewesen sein. Jeweils in entgegengesetzter Richtung bewegen sich an der Erdoberfläche paläomagnetisch registrierte Unregelmäßigkeiten des Feldes. Die Modelle des Geodynamos liefern das für diese Bewegungen nötige Drehmoment zwischen dem inneren Erdkern und den äußersten Schichten des äußeren Erdkerns.

## Labor- und Computermodelle

### Modelle
Mit dem World Magnetic Model und dem International Geomagnetic Reference Field existieren zwei großflächige, d. h. die Erde vollständig abdeckende mathematische Modelle, die das Erdmagnetfeld mit hoher Genauigkeit beschreiben.

### Laborexperimente
Schon seit den 1960er Jahren ist bekannt, wie man kleine Geodynamos im Labor erzeugen könnte. Schwierigkeiten bei der Umsetzung macht jedoch vor allem die starke Verkleinerung der Wirklichkeit im Labor. Es mussten also eine entsprechende Reynolds-Zahl (sie gibt die maßstabsgerecht zulässigen Veränderungen an) und entsprechende Versuchsbedingungen gefunden werden. Inzwischen haben verschiedene Experimente die Dynamotheorie grundsätzlich bestätigt.

### Simulationen
Seit 1995 werden auch numerische Computersimulationen eingesetzt, um herauszufinden, wie sich das Erdmagnetfeld in Zukunft verändern könnte, beziehungsweise was die Ursachen für historische Veränderungen waren. Die Rechenzeiten sind meistens sehr lang, so benötigte die Aufstellung eines 3D-Modells der Veränderung des Erdmagnetfeldes über einen Zeitraum von 300.000 Jahren eine Rechenzeit von über einem Jahr. Die so entstandenen Vorhersagemodelle entsprechen recht genau der tatsächlichen momentanen oder historischen Entwicklung des Magnetfeldes und stützen so die oben dargelegten Theorien, jedoch ist nicht gesichert, inwieweit sie die Verhältnisse im Erdinneren realistisch wiedergeben. So können die Simulationen noch keine dreidimensionalen Turbulenzen im Erdinneren wiedergeben, außerdem ist ihre räumliche Auflösung noch sehr gering.
2009 veröffentlichten französische Forscher ein einfaches digitales Modell des Geodynamos, das die Inversion des magnetischen Feldes der Erde erklärt, während auf die numerische Analyse der komplizierten Angleichungen der magnetischen Hydrodynamik, wie z. B. im Modell von Glatzmaiers und Roberts, verzichtet wird.

## Wirkungen

### Atmosphäre und Hydrosphäre
Die Magnetosphäre bewahrt die Erdatmosphäre und letztlich auch die Hydrosphäre davor, infolge Sonnenwind erodiert zu werden. Dieses Schicksal erfuhr der Mars, als dessen Magnetfeld vor knapp 3,9 Milliarden Jahren schwand. Er verlor in ca. 500 Millionen Jahren den größten Teil seiner Atmosphäre und Hydrosphäre, der Verlustprozess dauert jedoch noch an.
Wenn auch die Venus, der erdnächste und erdähnlichste der Planeten, eine 100-mal dichtere Atmosphäre und eine geringe oder gar keine Magnetosphäre aufweist, so besteht doch die Vorstellung, dass ein planetares Magnetfeld eine wesentliche Voraussetzung für eine dauerhafte Atmosphäre und damit für Habitabilität darstellt.

### Geologie
Das Erdmagnetfeld bewirkt eine Magnetisierung von erkaltenden magmatischen Gesteinen, wenn die Curie-Temperatur unterschritten wird. Auch Sedimente können durch Einschluss kleinster magnetischer Partikel während ihrer Entstehung oder durch chemische Umwandlungen eine eigene remanente Magnetisierung erhalten. Keramik kann ebenfalls beim Brennen magnetisiert werden. Diese Effekte werden bei geologischen und archäologischen Prospektionen genutzt.

### Orientierung von Lebewesen am Erdmagnetfeld
Einige Tiere besitzen einen Magnetsinn, so zum Beispiel Bienen, Blindmäuse, Haustauben, Zugvögel, Lachse, Meeresschildkröten, Haie und wahrscheinlich auch Wale. Sie nutzen das Erdmagnetfeld zur räumlichen Orientierung.
Auch Hunde richten sich in Phasen eines ruhigen Erdmagnetfelds beim Koten und Urinieren an diesem aus und verrichten ihr Geschäft bevorzugt in Nord-Süd-Richtung.
Einige in Gewässern vorkommende mikroaerophile Bakterienarten werden durch das Erdmagnetfeld parallel zu den Feldlinien ausgerichtet. Im Inneren dieser magnetotaktischen Einzeller befinden sich Reihen von Magnetosomen, die die ferromagnetischen Minerale Magnetit oder Greigit enthalten. Die Magnetosomen wirken wie Kompassnadeln und drehen so die Bakterien parallel zu den Feldlinien des Erdmagnetfelds. Die Bakterien schwimmen in nördlichen Breiten zum magnetischen Südpol, in südlichen Breiten zum magnetischen Nordpol. Dadurch und wegen der Inklination des Magnetfelds schwimmen die Bakterien stets schräg nach unten, wo sie dicht über dem Sediment ein von ihnen bevorzugtes Milieu mit niedrigen O2-Konzentrationen vorfinden.

### Abschirmung des Sonnenwindes
Das Erdmagnetfeld schirmt den Sonnenwind ab. Ergebnis sind unter anderem Polarlicht und der Van-Allen-Gürtel als erdumfassender Strahlungsgürtel. Darum wird die Auswirkung eines Magnetsturmes während einer Phase abgeschwächten Erdmagnetfeldes als besonders schwerwiegend bis katastrophal betrachtet.

### Magnetfeld und Klima
Es wird ein Zusammenhang der globalen Mitteltemperatur mit den Variationen des Erdmagnetfeldes vermutet. Manche Forscher wie Henrik Svensmark, die die menschengemachte Erderwärmung bestreiten, postulieren einen darüber hinausgehenden Zusammenhang zwischen Erdmagnetfeld und Klima, um eine andere Erklärung für die stark beschleunigte globale Erwärmung zu finden als den Menschen. Zwar lassen Experimente darauf schließen, dass es tatsächlich eine Verbindung zwischen der Einstrahlung kosmischer Strahlung und Wolkenbildung gibt. Allerdings besteht in der Forschung eine große Sicherheit, dass dieser Mechanismus zu schwach ist, um das Klima nennenswert zu beeinflussen.

### Navigation
Die sich stetig verändernde Abweichung von geographischem Nordpol und arktischem Magnetpol (Deklination) macht für Zwecke der Navigation regelmäßige Anpassungen der Umrechnung für Navigationshilfsmittel wie Karten und Funkfeuer notwendig (Kursbeschickung). In der internationalen Luftfahrt orientieren sich die Kennungen von Start- und Landebahnen an den Gradzahlen der Kompassrose. Das sich ändernde Erdmagnetfeld führt daher zu gelegentlichen Änderungen von Landebahnkennungen. So wurde beispielsweise die Start- und Landebahn des Flughafens London-Stansted im Jahr 2009 von „05/23“ in „04/22“ umbenannt.

### Videos
- Zerfällt das Erdmagnetfeld? aus der Fernseh-Sendereihe alpha-Centauri (ca. 15 Minuten). Erstmals ausgestrahlt am 22. Juli 2001.